# Derivació quirúrgica
La derivació quirúrgica (en anglès: bypass) es refereix a una classe de les cirurgies que impliquen canvis de ruta en una part d'un òrgan tubular.
Els tipus inclouen:
- Circulació extracorpòria
- Derivació ileal parcial
- Derivació ileojejunal
- Derivació gàstrica en Y de Roux
- Derivació vascular, per exemple: cirurgia de derivació coronària